# Tadeusz Klonowski
Tadeusz Klonowski (ur. 1884 w Żerkowie, zm. 26 września 1940 w Mauthausen) – powstaniec śląski.

## Życiorys
Urodził się w rodzinie inteligenckiej. Wykształcił się na drogistę, a swoją praktykę odbył w Krotoszynie. W 1911 roku otworzył własną drogerię w Szopieniachach.
Uczestnik powstań śląskich oraz kampanii plebiscytowej. Odznaczony Krzyżem Zasługi. Zmarł w 1940 r. w obozie Mauthausen. 